# Mormodes skinneri
Mormodes skinneri är en orkidéart som beskrevs av Heinrich Gustav Reichenbach. Mormodes skinneri ingår i släktet Mormodes och familjen orkidéer. Inga underarter finns listade i Catalogue of Life.